# Omobono Stradivari
Omobono Stradivari (* 14. November 1679 in Cremona; † 8. Juni 1742 ebenda) war ein italienischer Geigenbauer. Omobono war eines von insgesamt elf Kindern von Antonio Stradivari, von denen nur er und sein Bruder Francesco beim Vater in die Lehre gingen und diesem beruflich in den Geigenbau folgten.
Es ist zweifelhaft, ob Omobono Stradivari jemals Violinen neu gebaut hat oder ob er nur an Weiter- und Umbauten sowie an Reparaturen gearbeitet hat.